# Andreas Gottlieb von Bernstorff

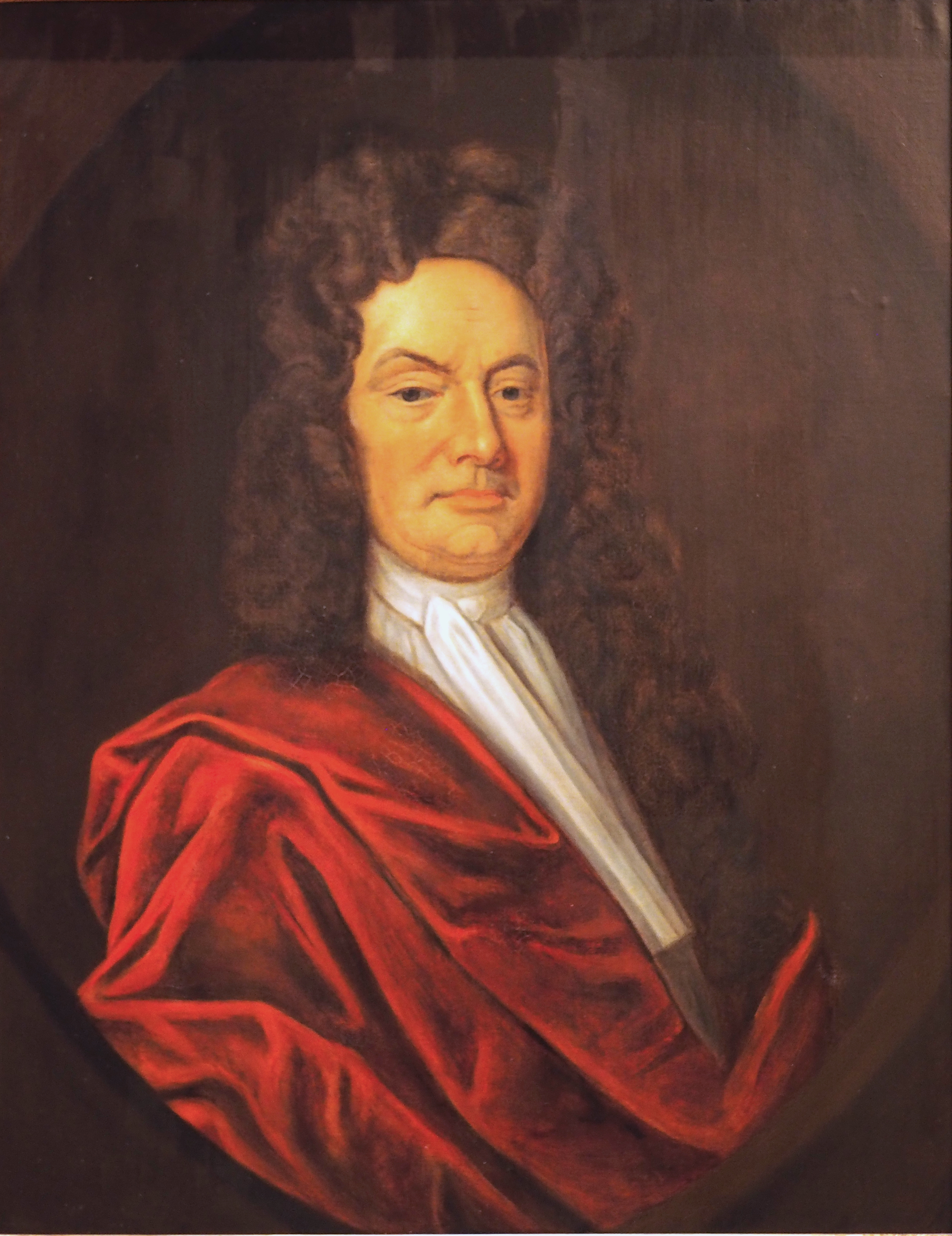
Andreas Gottlieb von Bernstorff

Andreas Gottlieb Freiherr von Bernstorff (* 2. März 1649 in Ratzeburg; † 6. Juli 1726 in Gartow) war ein Kanzler in den Diensten des Fürstentum Lüneburg und später erster Minister des Kurfürstentums Braunschweig-Lüneburg („Kurhannover“). Nach der Besteigung des englischen Throns durch Georg Ludwig von Hannover ging er mit nach England, blieb führender Minister im Kurfürstentum und hatte zeitweise auch erheblichen Einfluss auf die englische Politik.

## Leben
Seine Eltern waren Andreas von Bernstorff aus dem mecklenburgischen Uradelsgeschlecht Bernstorff und Anna Elisabeth (geb. von Bülow-Hundorf). Er studierte zwischen 1665 und 1668 an der Universität Helmstedt. Danach setzte er seine Ausbildung am Reichskammergericht in Speyer fort. Anschließend unternahm er 1669 und 1670 seine Grand Tour durch Frankreich, Italien und verschiedene deutsche Hauptstädte.
Danach trat er in den Dienst des Herzogs Christian I. Louis von Mecklenburg-Schwerin. Bald wechselte er in den Dienst von Herzog Georg Wilhelm von Braunschweig-Lüneburg, der das Fürstentum Lüneburg regierte. An dessen Hof in Celle kam er in enge Verbindung mit dem Kanzler Johann Helwig Synold, genannt von Schütz. Im Jahr 1676 heirateten er und Jeanette Lucie Synold, eine Tochter des Kanzlers. Ein Jahr später wurde er Nachfolger von Johann Helwig Synold als Kanzler. Während sein Vorgänger eine reichstreue Politik verfolgt hatte, betrieb von Bernstorff einen auf die Stärkung der welfischen Hausmacht ausgerichteten Kurs. Außerdem verfolgte er eine antibrandenburgische Politik. In den 1680er Jahren war er maßgeblich für die Anlehnung von Braunschweig-Lüneburg-Celle an Wilhelm III. von Oranien verantwortlich. Er beteiligte das Land an der gegen Ludwig XIV. gerichteten Koalition. Mit dem Hamburger Vergleich (1693) konnte er die Annexion des Herzogtums Sachsen-Lauenburg durch Georg Wilhelm von Lüneburg-Celle und anschließend den Erbübergang an dessen Neffen Georg I. von Hannover und Großbritannien absichern.
Nach der Vereinigung des Herzogtums Braunschweig-Lüneburg-Celle mit Kurhannover im Jahr 1705 trat von Bernstorff in hannoversche Dienste. Nach dem Tod von Franz Ernst Graf von Platen wurde er 1709 erster Minister des Kurfürstentums. Er hat maßgeblich dazu beigetragen, dass Kurfürst Georg Ludwig auf den englischen Thron gelangen konnte. Dazu trug bei, dass er dem Kurfürsten riet, sich nicht in die Parteistreitigkeiten in England einzumischen. Durch die von Bernstorff betriebene Politik, den Kaiser und die Niederlande im Kampf gegen Frankreich zu unterstützen, wurden die englischen Thronpläne unterstützt.
Nach der Thronbesteigung des Kurfürsten als Georg I. ging von Bernstorff mit diesem nach England. Er blieb in den Folgejahren der einflussreichste Minister Hannovers. Er war erster Leiter der Deutschen Kanzlei. Außerdem hatte er maßgeblichen Einfluss auf die englische Politik. Durch den wachsenden Einfluss von James Stanhope, 1. Earl Stanhope verlor er 1720 den Einfluss auf die englische Politik. Für einige Jahre übernahm er noch einmal die Leitung der Regierung in Hannover und war auch Mitglied der dortigen Justizkanzlei. Zwischen 1721 und 1724 war er aktiv beteiligt an dem Kriminal- und Konkursverfahren gegen die jüdischen Bankiers Gumpert und Isaak Behrens; er leitete persönlich auch deren Folterung.
Während seiner letzten beiden Lebensjahre zog er sich auf seine großen Güter in Norddeutschland zurück. Er hatte die Herrschaft Gartow im Fürstentum Lüneburg sowie das Gut Wotersen im Herzogtum Lauenburg erworben. In Gartow und Wotersen ließ er neue Schlösser erbauen. Er hat ein Familienstatut und einen Familienfideikommiss hinterlassen. Angesichts seiner früheren Position als führender Minister ist bemerkenswert, dass er sich als Führer der mecklenburgischen Stände entschiedenen gegen den Versuch der Herzöge wandte, ihre Macht auszubauen. Bereits 1716 war er in den Reichsfreiherrenstand erhoben worden.

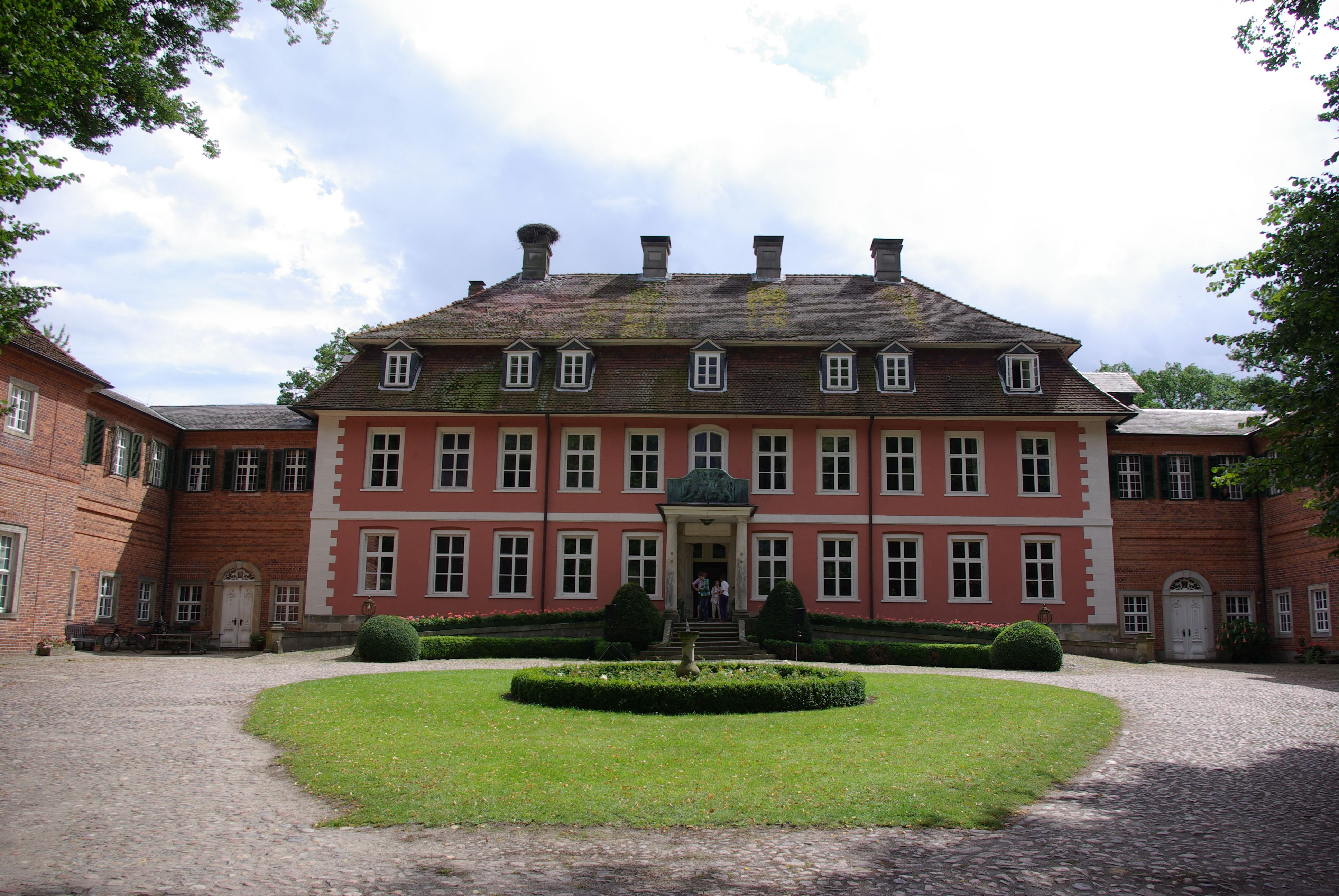
Gartow, Lüchow-Dannenberg (Nds.)
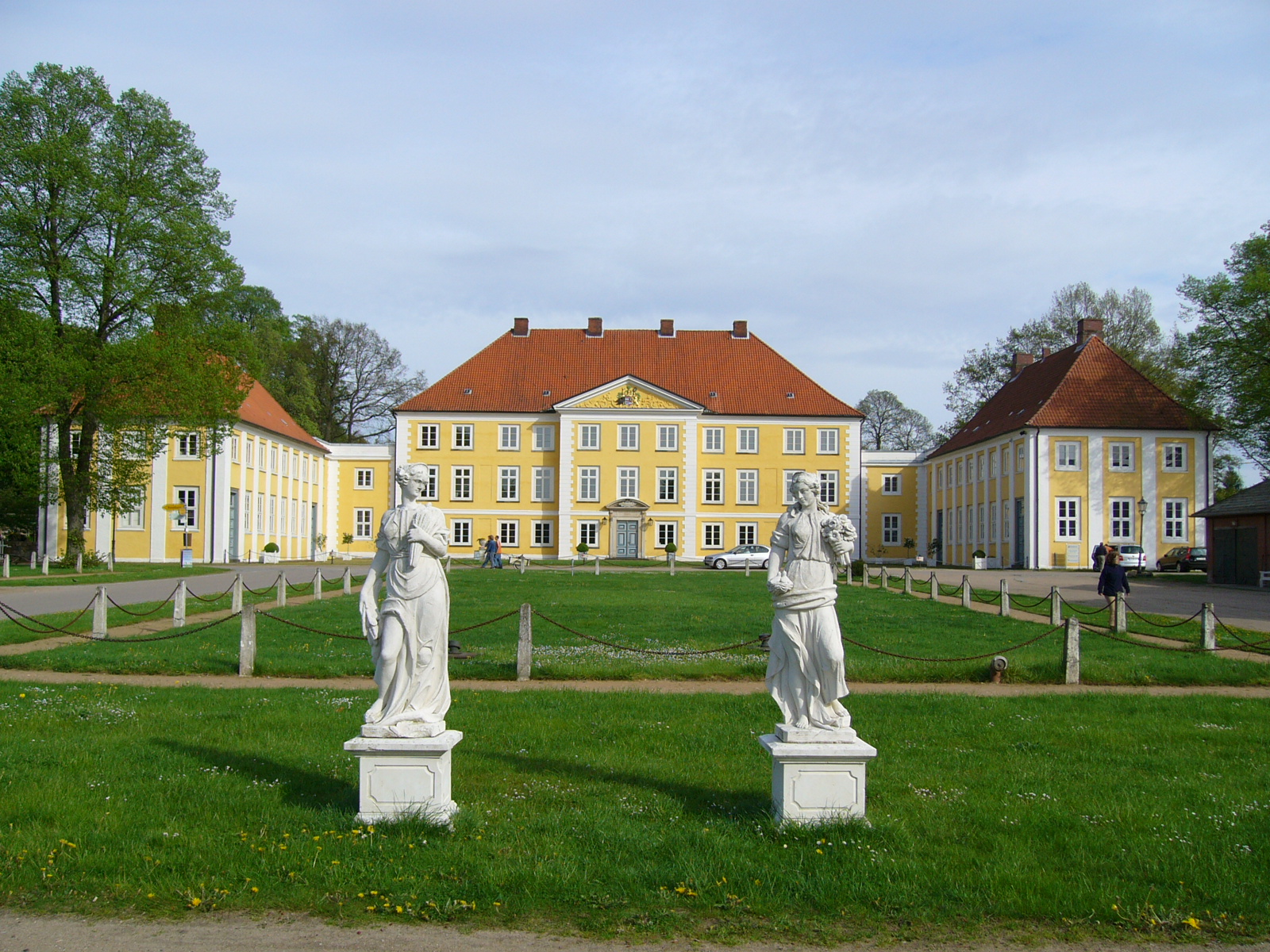
Wotersen, Lauenburg

## Familie
Bernstorff heiratet 1676 Jeanette Lucie Sinoldt genannt Schütz (1645–1706), eine Tochter des braunschweigisch-lüneburgisch-cellischen  Kanzlers Johann Helwig Sinold genannt Schütz. Das Paar hatte wenigstens eine Tochter:
- Charlotte Sophie (1682–1732) ⚭ Freiherr Joachim Engelke von Bernstorff, Eltern von Johann Hartwig Ernst von Bernstorff